# 2549 Baker
2549 Baker eller 1976 UB är en asteroid i huvudbältet som upptäcktes den 23 oktober 1976 av Harvard College Observatory. Den är uppkallad efter den amerikanske astronomen James G. Baker.
Asteroiden har en diameter på ungefär 12 kilometer och den tillhör asteroidgruppen Themis.